# محوطه گرچوکوله
محوطهٔ گرچوکوله مربوط به کالکولیتیک است و در شهرستان دره‌شهر، بخش مرکزی، دهستان ارمو، ۸۰۰ متری شمال روستای شیخ مکان واقع شده و این اثر در تاریخ ۲۶ دی ۱۳۸۶ با شمارهٔ ثبت ۲۰۶۳۲ به‌عنوان یکی از آثار ملی ایران به ثبت رسیده است.